# Đuro Macut
Đuro Macut (en cyrillique serbe : Ђуро Мацут ; né le 22 novembre 1963 à Belgrade) est un endocrinologue et homme d'État serbe. En avril 2025, il est nommé président du gouvernement de Serbie. Il entre en fonction le 16 avril.

## Biographie
Le 28 janvier 2025, alors que se déroulent des manifestations de masse en Serbie, notamment menées par les étudiants à la suite de l'effondrement de l'auvent de la gare de Novi Sad, le président du gouvernement Miloš Vučević annonce sa démission. Les jours précédents, plusieurs incidents voient des membres du Parti progressiste serbe attaquer des étudiants à Novi Sad.
Le 7 avril 2025, Đuro Macut, endocrinologue indépendant des partis, est nommé président du gouvernement par le président de la République Aleksandar Vučić. Son gouvernement est approuvé le 16 avril suivant par l'Assemblée nationale.